# Caissargues
Caissargues è un comune francese di 3 796 abitanti situato nel dipartimento del Gard, nella regione dell'Occitania.

## Società

### Evoluzione demografica
Abitanti censiti

## Amministrazione

### Gemellaggi
- Cocconato
- Kartuzy